# ハルデン・ハウンド

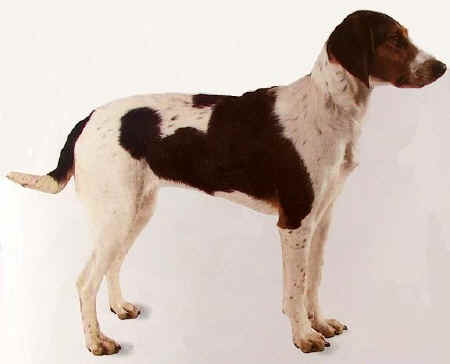

ハルデン・ハウンド（英：Halden Hound）は、ノルウェーのハルデン町原産のセントハウンド犬種のひとつである。別名はハルデン・シュトーヴァレ（英：Halden Stovare）。
スウェーデン原産のハミルトン・シュトーヴァレ（ハミルトン・ハウンド）と名前が似ているため混同しやすいが、全く別の犬種である。

## 歴史
20世紀中盤に作出されたセントハウンドである。隣国スウェーデンの土着のセントハウンドにイギリスのイングリッシュ・フォックスハウンド、ロシアのロシアン・ハウンド、ドイツのジャーマン・ハウンド、フランスのフレンチ・ハウンドタイプの犬など多くのフォックスハウンド系犬種を掛け合わせて作出されているが、単にスウェーデンの土着のセントハウンドとイングリッシュ・フォックスハウンドのみを掛け合わせて改良し作ったという説もある。
ハルデン・ハウンドはノウサギをはじめとするさまざまな獲物を狩るのに使われる。単独で獲物の臭いを追跡し、俊足で駆け回って獲物を仕留めた。大型獣が獲物の場合は追跡のみを行い、発見後は主人に猟銃で仕留めてもらう。
ノルウェーの南部でのみ飼育されている珍しい犬種で、他の地域や国外では全く飼育されていない。大半は実猟犬として飼育され、リタイア犬がペットとして飼われている。

## 特徴
筋肉質でよく引き締まった体つきのセントハウンドである。俊足でスタミナも持ち合わせている。脚が長く、体は均等が取れている。耳は垂れ耳、尾は垂れ尾。コートはショートコートで、耐寒性は普通のため、ノルウェー最北部では使役が出来ないといわれている。毛色はホワイトをベストしてブラックと若干のタンのマーキングが入った3色のトライカラー。大型犬サイズで、性格は忠実で従順だが、狩猟本能が高く勇敢である。しつけの飲み込みは普通で状況判断力が優れ、身体能力は高い。運動量は非常に多い。